# Секвенатор ДНК
Секвенсор ДНК (секвенатор) — научный прибор или устройство, с помощью которого выполняется автоматизированное определение последовательности нуклеотидов в цепи ДНК — секвенирования. В секвенатор загружается образец ДНК, результатом его работы является набор последовательностей оснований аденина, тимина, гуанина, цитозина, обычно сохраняемых как текстовые строки с буквами A, T, G, C (так называемые «риды»).
Первые автоматизированные секвенаторы были представлены Applied Biosystems в 1987 и использовали метод Сэнгера. Этот метод лежит в основе секвенаторов первого поколения. С его помощью был завершен проект «Геном человека» в 2001 году (полное чтение генома человека). Установки первого поколения представляли собой автоматизацию электрофорезных систем, которые определяли миграцию меченых фрагментов ДНК в геле, разделяя их по массе (длине).
Проект «Геном человека» породил развитие более дешёвых высокопроизводительных точных систем секвенирования, получивших название Next Generation Sequencers (NGS, секвенсор следующего поколения). Среди таких систем: 454, SOLiD, Illumina DNA. Такие секвенсоры на порядки ускорили процесс чтения ДНК-кодов по сравнению с более ранним методом Сэнгера. Подготовка образцов ДНК для таких установок автоматизирована и занимает порядка полутора часов. На 15-кратное чтение генома размером с человеческий уходит лишь несколько дней.
Более новые секвенсоры относятся к третьему поколению (например, SMRT и Oxford Nanopore) и работают путем измерения в реальном времени индивидуальных нуклеотидов одиночных молекул ДНК (при добавлении нуклеотидов либо при протаскивании цепочки через нанопоровую белковую структуру).
Современные[когда?] секвенсоры[какие?] имеют оптические системы, с помощью которых фиксируются сигналы — красители-терминаторы (англ. dye-terminators) — флюорохромов, имеющих различную длину волны и соответственно цвет, присоединяются к определённому нуклеотиду в ДНК (зеленый — аденин, красный — тимин, черный — гуанин, синий — цитозин).

## Автоматизированные секвенсоры
Первый автоматизированный ДНК секвенсор на основе метода Сангера был разработан Л. М. Смитом (англ. Lloyd M. Smith) и запущен в серийное производство компанией Applied Biosystems в 1987 году.